# Mülheimer Brücke
Die Mülheimer Brücke ist eine Hängebrücke über den Rhein und verbindet die Kölner Stadtteile Mülheim und Riehl. Sie wurde als erste Brücke in der patinagrünen Farbe gestrichen, die später als Kölner Brückengrün bekannt wurde, und ist die erste Brücke Deutschlands mit orthotroper Fahrbahnplatte.
Die heutige Mülheimer Brücke wurde 1951 eröffnet; sie ist die dritte Brücke an derselben Stelle. Die erste Brücke war die 1888 eröffnete Mülheimer Schiffbrücke, welche 1929 durch eine unechte Hängebrücke ersetzt wurde, die im Zweiten Weltkrieg zerstört wurde.

## Die Mülheimer Schiffbrücke (1888–1927)

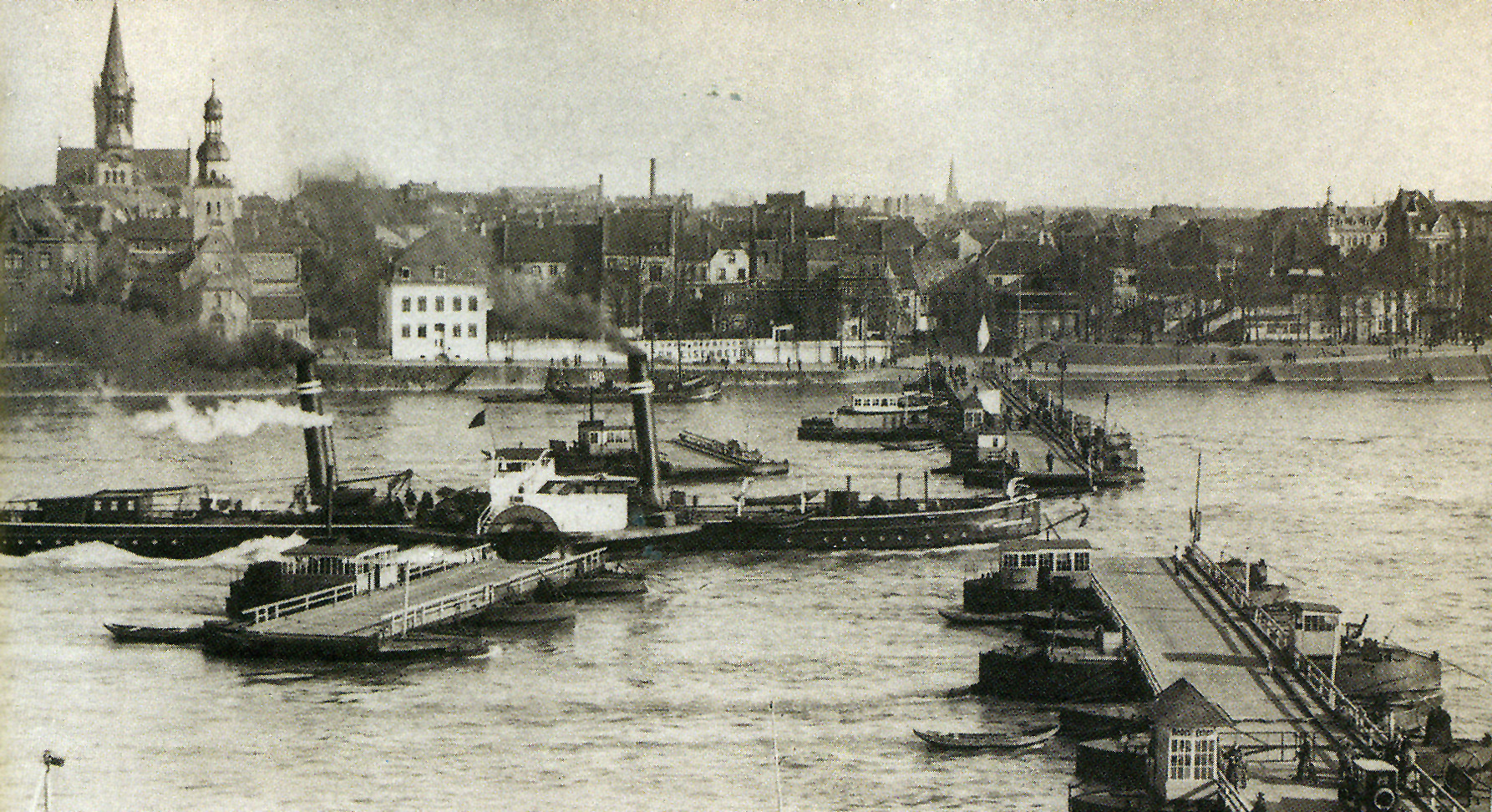
Mülheimer Schiffbrücke, die bis 1927 bestand

Bis 1927 war Mülheim durch die Mülheimer Schiffbrücke mit dem Mülheimer Häuschen am linksrheinischen Ufer verbunden. Die Schwimmbrücke war ähnlich der Deutzer Schiffbrücke eine aus Holz gefertigte Konstruktion, die auf etwa 40 im Rhein verankerten Pontons aufgelegt wurde. Sie löste eine zuvor zwischen der damaligen Stadt Mülheim am Rhein und der Stadt Köln verkehrende Fährverbindung ab. Der neue Rheinübergang wurde im Jahr 1888 für den Verkehr freigegeben.

## Die erste Mülheimer Brücke (1927–1944)

### Vorgeschichte
Die Stadt Köln hatte sich mit dem Eingemeindungsvertrag mit der Stadt Mülheim am 1. April 1914 zum Bau einer festen Brücke verpflichtet. Aufgrund des Ersten Weltkriegs und der Inflationszeit wurden erste Schritte zur Realisierung erst sehr viel später unternommen.
Ein Ausschuss unter dem Vorsitz von Hans Böckler und eine von ihm eingesetzte Jury hatten für das Bauprojekt den gemeinsamen Wettbewerbs-Vorschlag einer monumentalen Bogenbrücke mit 333,20 m Spannweite von Peter Behrens, der Friedrich Krupp AG und der Franz Schlüter AG ausgewählt. Unterstützt vom Jury-Mitglied Paul Bonatz plädierte der damalige Kölner Oberbürgermeister Konrad Adenauer jedoch für eine schlankere Hängebrücke mit Tragseilen des Köln-Mülheimer Carlswerks von Felten & Guilleaume, deren Direktor wie Adenauer zur Zentrumsfraktion im Stadtparlament von Köln gehörte. Da Adenauer für diesen Vorschlag auf keine ausreichende Unterstützung aus den eigenen Reihen zurückgreifen konnte, überzeugte er die politisch gegnerische KPD-Fraktion von der Idee einer Hängebrücke. Die heftigen Auseinandersetzungen gingen unter Bezug auf die vorangegangenen Konflikte im Nachgang zum Wettbewerb um die Deutzer Brücke als zweiter Kölner Brückenstreit in die Annalen ein. Sie gipfelten am 28. April 1927 in einer Abstimmung in der Stadtverordnetenversammlung, bei der mit 47 zu 36 Stimmen der Bau einer Hängebrücke beschlossen wurde.

### Planung und Bau

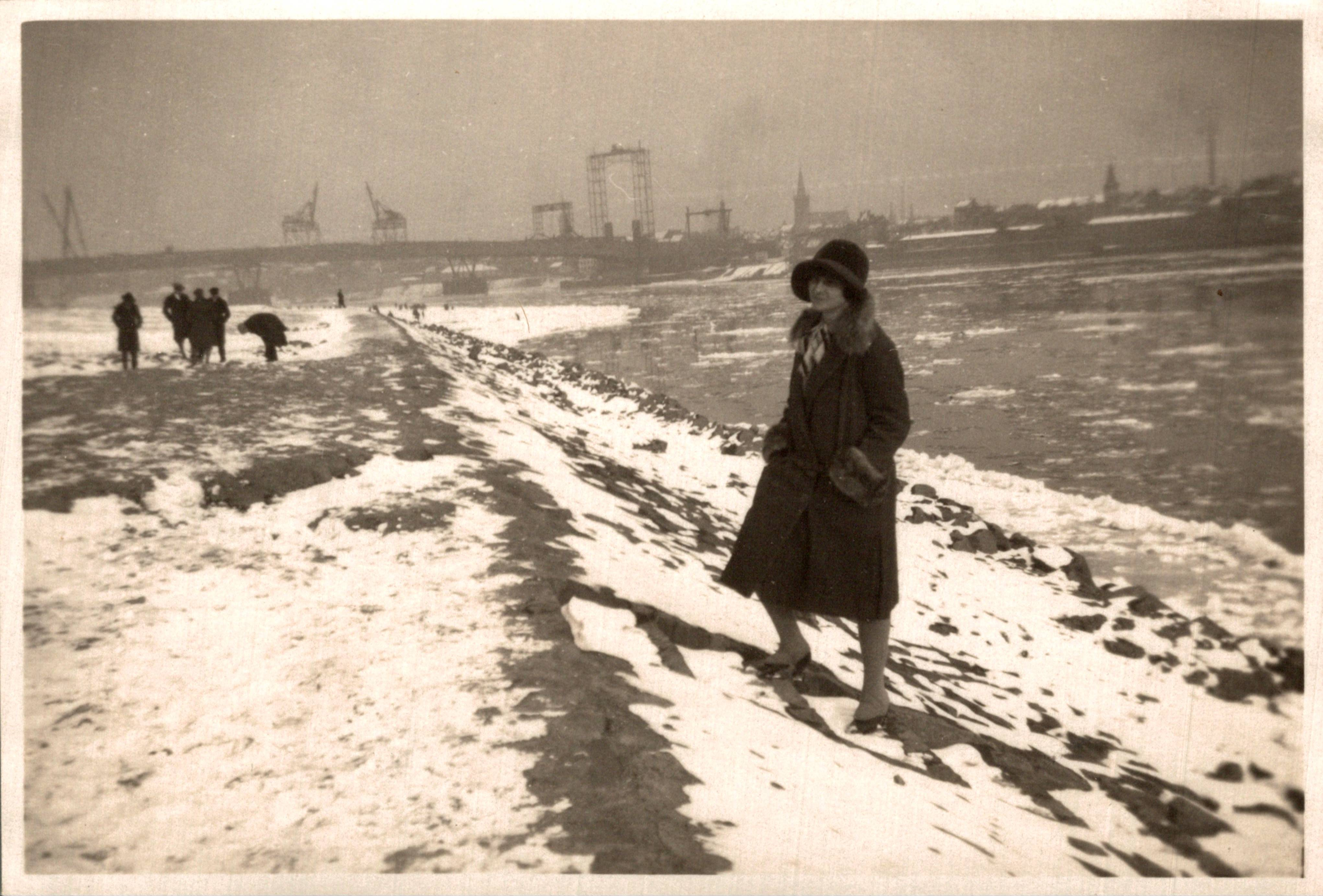
Blick vom Rheinufer in Köln-Riehl in Richtung Nord-Ost zur im Bau befindlichen Mülheimer Brücke, 1928

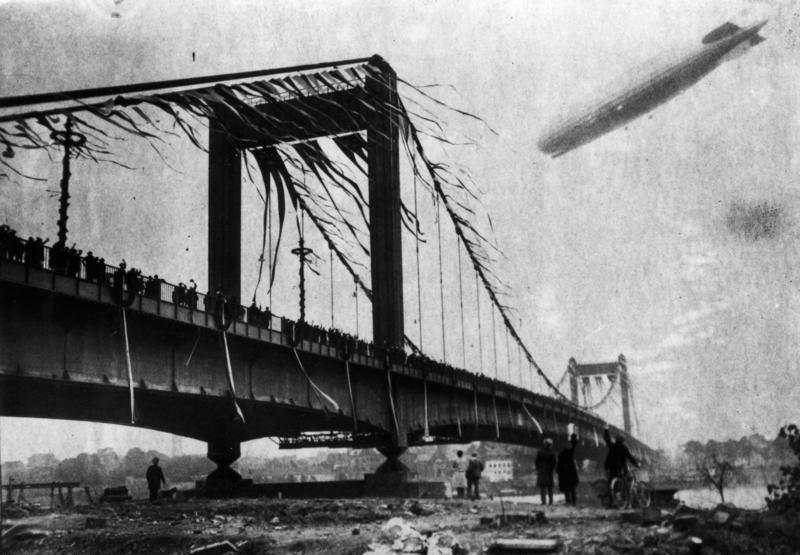
Einweihungsfeier 1929

Auf den Baubeginn am 19. Mai 1927 folgte die Schließung der Mülheimer Schiffsbrücke kurz darauf am 20. Juni 1927 und deren Abbau. Oberbürgermeister Konrad Adenauer eröffnete am 13. Oktober 1929 die neue Hängebrücke, die auch von der Straßenbahn benutzt wurde (siehe auch Geschichte der Kölner Straßenbahn). Für den Bau der neuen Brücke musste das Ausflugslokal Mülheimer Häuschen weichen.

### Konstruktion
Das Bauwerk wurde nach einem von der Gesellschaft Harkort (Georg Kapsch) mit Stadtbaudirektor Adolf Abel entwickelten Entwurf als unechte Hängebrücke ausgeführt. Dabei wurden die Zugkräfte der Tragseile vom versteiften Fahrbahnträger als Druckkräfte aufgenommen. Somit konnten schwere Ankerblöcke vermieden werden, die damals im Kölner Baugrund als nicht ausführbar betrachtet wurden. Auf Bildern der alten Mülheimer Hängebrücke ist diese Konstruktionsart daran zu erkennen, dass die Flanken stumpf gegen die Pylone laufen. Sie war damals mit einer Mittelspannweite von 315 m die größte aller selbstverankerten Hängebrücken.
Im Zweiten Weltkrieg wurde diese erste Mülheimer Brücke durch einen Luftangriff am Mittag des 14. Oktober 1944 zerstört.
Dabei wurden durch die inneren Kräfte dieser Bauweise auch die Pylone umgeknickt.
Die Brücke war schon für eine Sprengung präpariert; dieser Sprengstoff wurde durch den Bombentreffer zur Explosion gebracht. Um weitere unbeabsichtigte Sprengungen dieser Art zu vermeiden, wurde zum Beispiel für die Brücke von Remagen befohlen, Sprengstoff erst an der Brücke anzubringen, wenn der Feind näher als acht Kilometer an die Brücke herangekommen war. Dieser Befehl trug dazu bei, dass amerikanische Truppen die Brücke von Remagen intakt erobern konnten.

### Daten
- Lage: Stromkilometer 691,9
- Gewicht: 14.800 Tonnen
- Spannweite: 315 Meter
- Länge: 682,80 Meter
- Fahrbahnbreite: 17,20 Meter
- Rad- und Fußwege: 2 × 5 Meter
- Kosten: rund 10 Millionen Reichsmark.

## Die Nachkriegsbrücke (seit 1951)

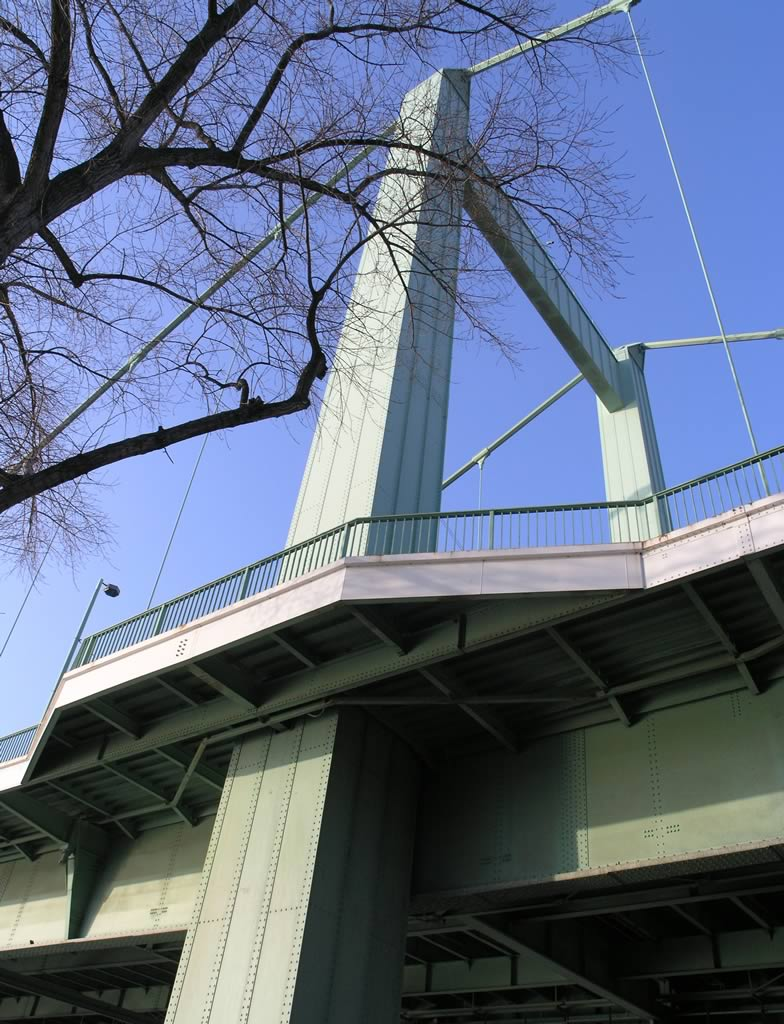
Das Kennzeichen der neuen Mülheimer Brücke: Die Fußwege sind um die Pylone geführt

Der Neubau der Mülheimer Brücke wurde nach einem Entwurf des Kölner Architekten Wilhelm Riphahn unter der technischen Beratung von Fritz Leonhardt am 13. Oktober 1949 begonnen. Beteiligt am Entwurf und dessen Ausbildung war auch der Stahlbauer Walter Pelikan.
Die Einweihung folgte am 8. September 1951 wieder in Anwesenheit Adenauers, der als Kanzler der Bundesrepublik auch die neu erbaute Mülheimer Brücke eröffnete. In der Zeit zwischen 1946 und der Fertigstellung der Mülheimer Brücke diente die Patton-Brücke als Ausweichbrücke.
Seit dem 20. März 2012 werden nachts die beiden Pylone und zum Teil auch die Stahlseile der Brücke von 112 energiesparenden LED-Scheinwerfern beleuchtet.

### Konstruktion
Die neue Brücke nutzt die Strompfeiler der Vorgängerbrücke und gleicht optisch der Vorgängerbrücke. Allerdings wurde sie als echte Hängebrücke konstruiert, das heißt die Seile der neuen Brücke sind erdverankert und der Brückenträger muss die Druckkräfte einer unechten Hängebrücke nicht mehr aufnehmen. Es wurde deshalb erstmals eine orthotrope Platte als Brückenträger verwendet, so dass dieser besonders leicht und schlank gebaut werden konnte. Im Unterschied zur Vorgängerbrücke stehen die Pylone neben dem Fahrbahnträger, wobei der Gehweg um die Pylone herumgeführt ist.

### Erweiterung
1976/77 erfolgte der Umbau der Brückenfahrbahnen mit separatem Stadtbahn-Gleiskörper.

### Generalsanierung seit 2018
Seit 2018 läuft die Generalsanierung der Mülheimer Brücke in Köln, eines der größten Bauprojekte der jüngeren Kölner Stadtgeschichte. Die beiden äußeren Teilbauwerke (linksrheinische Deichbrücke und rechtsrheinische Rampe) werden im Zuge der Sanierung abgebrochen und komplett neu erstellt, während die Strom- und Flutbrücke grundhaft instand gesetzt und verstärkt werden.

#### Bauphasen und Verkehrseinschränkungen

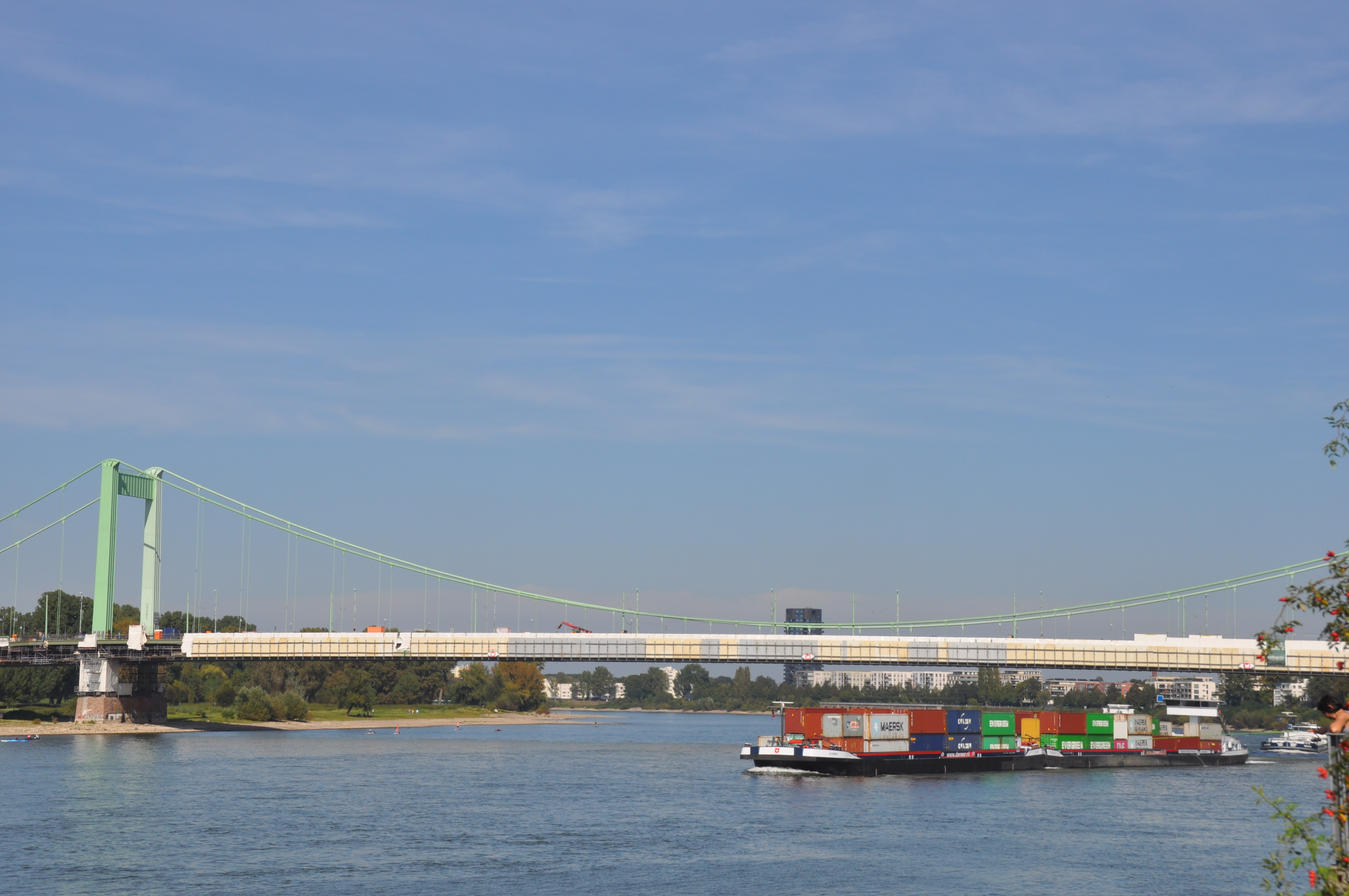
Die Mülheimer Brücke während der Sanierung im Jahr 2024, Blick nach Norden

Die Sanierung umfasst folgende Hauptmaßnahmen und erfolgt in mehreren Bauphasen:
- Kompletter Neubau der linksrheinischen Deichbrücke
- Erneuerung der rechtsrheinischen Rampe
- Sanierung und Verstärkung der Strombrücke
- Sanierung der Flutbrücke
- Erneuerung von Fahrbahn, Geh- und Radwegen
- Austausch der Entwässerungseinrichtungen
- Erneuerung des Korrosionsschutzes
- Austausch der Hängerseile

Dabei treten unterschiedliche Verkehrseinschränkungen auf:
- Seit dem 5. Februar 2024 ist die Brücke in Fahrtrichtung Mülheim für den Autoverkehr gesperrt. Eine Umleitung erfolgt über die Zoobrücke.
- Die ursprünglich für April bis November 2024 geplante Sperrung der Brücke für den Stadtbahnverkehr verzögert sich. Die Linien 13 und 18 werden voraussichtlich frühestens Ende Juni 2025 wieder über die Brücke fahren können.[8]
- Der Fuß- und Radverkehr kann die Brücke während der gesamten Bauzeit auf der Nordseite passieren.

#### Ursprüngliche Planung und Kostenschätzung
Der Kölner Stadtrat stimmte am 28. September 2017 Realisierungskosten für die Gesamtinstandsetzung der Mülheimer Brücke in Höhe von rund 188 Millionen Euro zu. Diese Summe setzte sich aus 163,6 Millionen Euro plus einem 15-prozentigen Risikozuschlag zusammen.

#### Verzögerungen und Kostensteigerungen
Die festgestellten Schäden des denkmalgeschützten Brückenzugs erwiesen sich als wesentlich umfassender als zum Baubeschluss angenommen. Wesentliche Konstruktionsbereiche konnten erst nach Umsetzung des Hängegerüstes oder nach Abtragung des Korrosionsschutzes begutachtet werden. An der rechtsrheinischen Rampe wurden erhebliche Schäden erst nach Entkernung und Entfernung der nichttragenden Wände des Tragwerks sichtbar. Die ermittelten Mehrkosten betragen nach aktuellem Stand 137,9 Millionen Euro, was die Gesamtkosten auf 301,5 Millionen Euro erhöht. Neuere Schätzungen gehen sogar von Kosten in Höhe von 370 Millionen Euro aus.

#### Voraussichtliches Bauende
Nach aktuellem Stand soll der Abbruch der rechtsrheinischen Rampe Ende des Jahres 2024 erfolgen, anschließend beginnt der Neubau. Die Fertigstellung der vierten Bauphase mit der Aufhebung der Verkehrseinschränkungen verschiebt sich somit nach aktueller Planung um ein halbes Jahr auf Mitte 2026.

#### Kritik an der Stadt Köln
Die massiven Kostensteigerungen und Verzögerungen haben zu scharfer Kritik an der Stadtverwaltung Köln geführt. Hauptkritikpunkte sind die offensichtlich unzureichende Untersuchung des Brückenzustands vor Beginn der Sanierungsarbeiten und die unrealistische ursprüngliche Kostenschätzung. Die Stadt musste einräumen, dass „eine Maßnahme in dieser Dimension an einem denkmalgeschützten Bauwerk seitens der Verwaltung bisher nicht durchgeführt wurde“. Die gewonnenen Erkenntnisse sollen bei der Planung und Ausführung der Sanierung weiterer städtischer Rheinbrücken berücksichtigt werden.

### Daten
- Lage: Stromkilometer 691,9
- Gewicht: 5780 Tonnen
- Spannweite: 315 Meter
- Länge: 682,80 Meter
- Breite: 27,20 Meter
- Kosten: 12,2 Millionen DM